# Arsenale marittimo della Royal Navy (Bermuda)

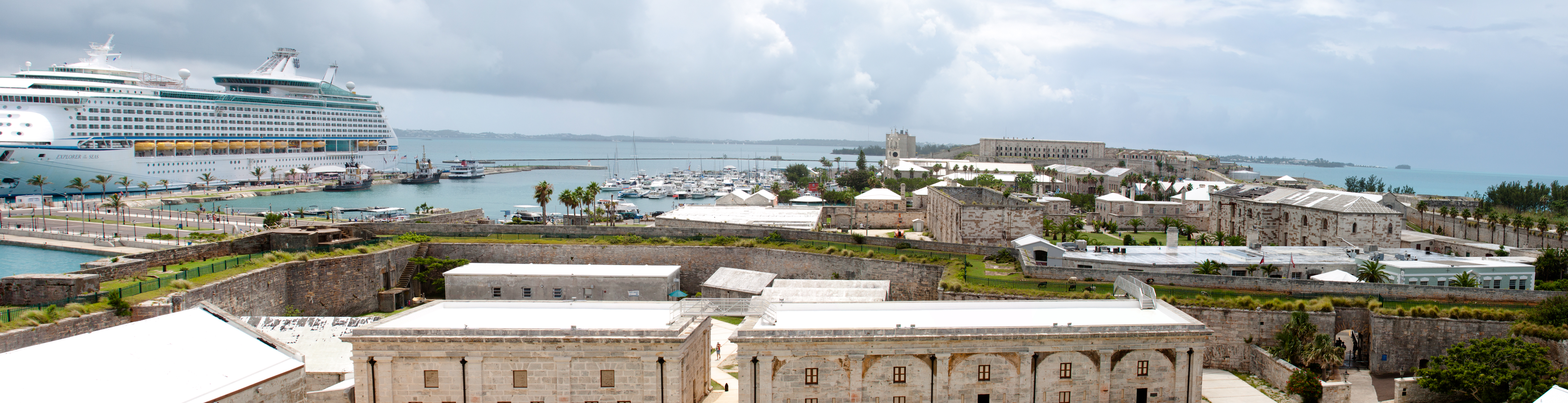
Una vista panoramica rivolta a sud delle Dockyards Royal Naval di Bermuda

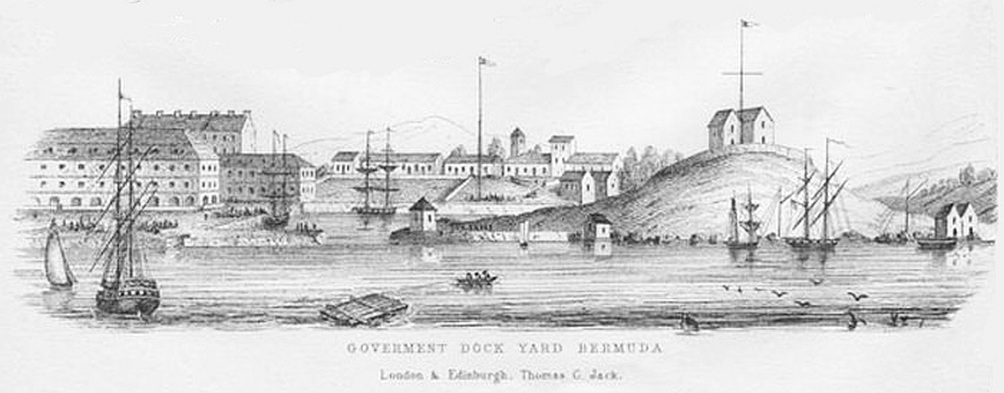
Incisione del 1860 circa, di Thomas Chisholm Jack

Royal Naval Dockyard è un centro abitato nel comune di Sandys, nelle Bermuda. La cittadina, in passato arsenale marittimo militare della Royal Navy, è situato nell'isola Ireland Island, nella parte occidentale delle isole.

## Royal Navy
La località è famosa per il suo porto, che ha ospitato una delle basi della Royal Navy sin dal 1815. Disimpegnato dalla Marina britannica nel 1950, del suo passaggio resta un imponente bastione.
È stata anche una base strategica degli Alleati nella seconda guerra mondiale.

## Carcere
La cittadina ospita anche l'unico carcere delle isole.
È un carcere di massima sicurezza, situato a sud-ovest di Dockyard (nome locale del centro).

## Trasporti
A sud c'è uno dei due aeroporti delle Bermuda.
Si chiama RNAS Boaz Island e si trova nel punto più stretto dell'isola.
La cittadina è dotata anche di un porto.